# Praemastus minerva
Praemastus minerva là một loài bướm đêm thuộc phân họ Arctiinae, họ Erebidae.